# Ninoe moorei
Ninoe moorei är en ringmaskart som beskrevs av Rioja 1941. Ninoe moorei ingår i släktet Ninoe och familjen Lumbrineridae. Inga underarter finns listade i Catalogue of Life.